# العلاقات الإيطالية البيروية
العلاقات الإيطالية البيروفية هي العلاقات الثنائية التي تجمع بين إيطاليا وبيرو.

## مقارنة بين البلدين
هذه مقارنة عامة ومرجعية للدولتين:
| وجه المقارنة                                              | إيطاليا                                                  | بيرو                                   |
| --------------------------------------------------------- | -------------------------------------------------------- | -------------------------------------- |
| المساحة (كم2)                                             | 301.34 ألف                                               | 1.29 مليون                             |
| عدد السكان (نسمة)                                         | 60.60 مليون                                              | 32.16 مليون                            |
| الكثافة السكانية (ن./كم²)                                 | 201.1                                                    | 24.93                                  |
| العاصمة                                                   | روما، فلورنسا، تورينو                                    | ليما                                   |
| اللغة الرسمية                                             | اللغة الإيطالية                                          | اللغة الإسبانية، اللغة الأيمرية، كتشوا |
| العملة                                                    | يورو، ليرة إيطالية                                       | سول بيروفي جديد                        |
| الناتج المحلي الإجمالي (بليون دولار)                      | 1.93 تريليون                                             | 211.39 مليار                           |
| الناتج المحلي الإجمالي (تعادل القوة الشرائية) بليون دولار | 2.26 تريليون                                             | 393.13 مليار                           |
| الناتج المحلي الإجمالي الاسمي للفرد دولار أمريكي          | 29.96 ألف                                                | 6.03 ألف                               |
| الناتج المحلي الإجمالي للفرد دولار أمريكي                 | 35.46 ألف                                                | 11.99 ألف                              |
| مؤشر التنمية البشرية                                      | 0.873                                                    | 0.740                                  |
| رمز المكالمات الدولي                                      | +39                                                      | +51                                    |
| رمز الإنترنت                                              | .it                                                      | .pe                                    |
| المنطقة الزمنية                                           | توقيت وسط أوروبا، ت ع م+01:00، ت ع م+02:00، أوروبا/روما ‏ | توقيت بيرو، 00                         |

## مدن متوأمة
في ما يلي قائمة باتفاقيات التوأمة بين مدن إيطالية وبيروفية:
- ترتبط فيرونا مع أياكوتشو باتفاقية توأمة منذ 1960.[15][16][17][18]
- ترتبط بييلا مع أريكيبا باتفاقية توأمة.
- ترتبط بسكارا مع ليما باتفاقية توأمة.
- ترتبط أفيتسانو مع أياكوتشو باتفاقية توأمة.
- ترتبط فلورنسا مع أريكيبا باتفاقية توأمة منذ 2015.[19][19][19][19]
- ترتبط سبوليتو مع كاخاماركا باتفاقية توأمة.
- ترتبط ميلانو مع إكيتوس باتفاقية توأمة منذ 2 أكتوبر 1967.

## منظمات دولية مشتركة
يشترك البلدان في عضوية مجموعة من المنظمات الدولية، منها:
| علم المنظمة | اسم المنظمة                               | تاريخ انضمام إيطاليا | تاريخ انضمام بيرو |
| ----------- | ----------------------------------------- | -------------------- | ----------------- |
|             | يونسكو                                    | ?                    | 21 نوفمبر 1946    |
|             | الفريق المعني برصد الأرض                  | ?                    | ?                 |
|             | مؤسسة التمويل الدولية                     | 27 ديسمبر 1956       | 20 يوليو 1956     |
|             | المركز الدولي لتسوية المنازعات الاستشارية | 28 أبريل 1971        | 8 سبتمبر 1993     |
|             | منظمة حظر الأسلحة الكيميائية              | ?                    | ?                 |
|             | مؤسسة التنمية الدولية                     | 24 سبتمبر 1960       | 30 أغسطس 1961     |
|             | منظمة التجارة العالمية                    | 1995                 | ?                 |
|             | وكالة ضمان الاستثمار متعدد الأطراف        | 29 أبريل 1988        | 2 ديسمبر 1991     |
|             | الاتحاد البريدي العالمي                   | ?                    | ?                 |
|             | الاتحاد الدولي للاتصالات                  | 1866                 | 12 يوليو 1915     |
|             | منظمة الشرطة الجنائية الدولية             | ?                    | ?                 |
|             | الأمم المتحدة                             | 14 ديسمبر 1955       | 31 أكتوبر 1945    |
|             | البنك الدولي للإنشاء والتعمير             | 27 مارس 1947         | 31 ديسمبر 1945    |
|             | المنظمة الهيدروغرافية الدولية             | ?                    | ?                 |

## أعلام
هذه قائمة لبعض الشخصيات التي تربطها علاقات بالبلدين:
- أويانتا هومالا (27 يونيو 1962[26] – )

## وصلات خارجية
- موقع وزارة الخارجية الإيطالية
- موقع وزارة الخارجية البيروفية